# Brenna (cognome)
Brenna è un cognome di lingua italiana.

## Varianti
Brenner, Brennero, Brenni, Brenno.

## Origine e diffusione
Il cognome è tipicamente centro-settentrionale, con prevalenza in Lombardia.
Potrebbe derivare dal prenome Brenno, di origine celtica, oppure dal toponimo Brenna nel comasco. Potrebbe esserci inoltre un legame col celtico brian, "fertile", e con briga, "monte", oltre all'oronimo Brennero.
La variante Brenner è trentina e altoatesina.

## Persone
- Cristian Brenna – arrampicatore e alpinista italiano
- Giovanni Brenna – calciatore italiano